# Aciloine

Struttura di una tipica aciloina

Le aciloine sono una classe di composti organici che possiedono un gruppo ossidrilico in posizione α di un carbonile.

## Proprietà

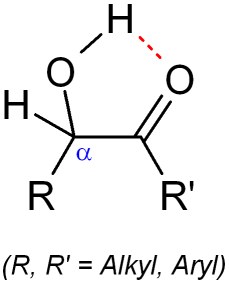
Legame idrogeno intramolecolare in una aciloina

Le aciloine sono stabilizzate da un legame idrogeno intramolecolare tra l'idrogeno della funzione idrossilica e l'ossigeno del carbonile.

## Sintesi
La sintesi delle aciloine viene classicamente effettuata attraverso le seguenti reazioni:
- la condensazione aciloinica, un accoppiamento riduttivo degli esteri;
- la condensazione benzoinica, una reazione di condensazione tra aldeidi catalizzata da un nucleofilo;
- l'ossidazione di un carbonile con una molecola di ossigeno, questa reazione non è selettiva;
- ossidazione del corrispondente etere silil-enolico con acido meta-cloroperossibenzoico (ossidazione di Rubottom);
- ossidazione MoOPH di un carbonile, con l'utilizzo di perossido di molibdeno, piridina e esametilfosforammide.

### Ossidazione dell'enolato da parte di solfonilossaziridine
Gli enolati possono essere ossidati dalle solfonilossaziridine. L'enolato reagisce tramite sostituzione nucleofila all'ossigeno elettrondeficiente dell'anello di ossaziridina.
Questo tipo di reazione è modificata in modo da ottenere una sintesi asimmetrica utilizzando ossaziridine chirali derivate dalla canfora. Ciascun isomero dà un accesso esclusivo a uno dei due enantiomeri possibili. Questa modifica è applicata nella sintesi totale del taxolo di Holton.
Nell'ossidazione dell'enolato del ciclopentaenone, mostrata sotto, con entrambi gli enantiomeri della canfora si ottiene l'isomero trans in quanto l'accesso per il gruppo idrossilico nella posizione cis è limitato. L'utilizzo dell'ossaziridina standard non permette di sintetizzare una aciloina.

## Reazioni
- La riduzione delle aciloine produce dioli.
- L'ossidazione delle aciloine produce dioni.
- Alcune aciloine danno un riarrangiamento con uno scambio di posizioni, in un mezzo basico, nella trasformazione di Lobry de Bruyn-van Ekenstein.
- Una reazione simile è la cosiddetta amminazione di Voight[6] dove una aciloina reagisce con una ammina primaria e anidride fosforica producendo una alfa-chetoammina.[7]

- Sintesi dell'indolo,[8] confrontare con la sintesi di Bischler-Möhlau.